# 王雍泰
王雍泰（英語：Nicky Wong Yung Tai，1992年7月12日—），香港男藝人。曾為毛記電視藝人龍志權，其藝名惡搞自韓國組合BIGBANG成員權志龍。

## 簡介
王雍泰中學就讀喇沙書院，及後於香港專業教育學院主修工商管理，畢業後曾於網上媒體 GagMode工作。
王雍泰於2016年曾製作二次創作短片《地鐵超人》，自行設計對白及配音，並改編廣東歌《塞車》歌詞，自唱主題曲，以Youtube帳戶名稱Nickyky Wong（王力奇）上載YouTube，獲得約24萬次點擊，短片於 Facebook 的播放量更達82萬次 。
2016 年加入《100毛》，擔任創作助理及「偽員」，取藝名「龍志權」。2016年5月5日，王雍泰首次於「毛記電視」《勁曲金曲挑戰站》中亮相，及後多次在《六點半左右新聞報道》、《星期三港案》等節目中擔任主播、客串演員及旁述。由於經常在節目中模仿韓國人以廣東話口音作自我介紹，並以韓文「莎啦嘿喲」加上韓式心心手勢作為招牌動作，使其「韓流主播」形象為網民所熟悉。
2018年5月，王雍泰參加了ViuTV選秀節目《Good Night Show 全民造星》，參賽編號11號。首輪比賽憑藉在由ViuTV官方facebook主辦、網民公開投票的「《全民造星》Eye Catching Idol選舉」中，取得第二高票數，直入50強。
於參賽過程中，王雍泰以加入電台DJ獨白方式演唱《戀愛預告》、一人分飾男女兩角演唱K房版《會過去的》以及改編歌曲《廿六歲》等表演，展示創作與表演才華，最後成功入圍十強。
在總決賽中，除了於第一輪表演中演唱《你是你本身的傳奇》，更在第二輪以獨白形式表演「講嘢」—— 讀出一封給fans阿嵐的信，讓人印象難忘。
王雍泰於2018年11月參與演出毛台劇《我殺死了尊貴客戶》，在劇中飾演「肥龍」一角，演技得到著名導演及演員杜汶澤的肯定。
2021年4月，王雍泰宣佈退出毛記電視，網傳他已與ViuTV簽約，但他否認。
2022年6月起於趙羅尼創立之香港YouTube頻道“香城映画”演出。

## 参与演出

### 電視演出
- 2018年：ViuTV《Good Night Show 全民造星》
- 2018年：ViuTV《Good Night Show 廣告女皇》第五集
- 2018年：港台電視31 《中國走一轉》 聲演主持 第一至六集 [7]
- 2021年：ViuTV《嫌疑事件簿》第四至六集、第十三至十五集
- 2023年：ViuTV《大誠實家》飾賢仔
- 2023年：ViuTV《粉紅麻甩101》主持
- 2023年：ViuTV《男韓即地獄?!》主持

### 電影
| 首映   | 片名     | 角色 | 導演   | 備註 |
| 2022年 | 正義迴廊 | O仔  | 何爵天 |      |
| 2024年 | 邪Mall   |      |        |      |

### 舞台演出
- 2016年：Pricerite呈現：萬千呃Like賀台慶 飾演 正能二
- 2018年：東方昇特異功能救香港 飾演 城管
- 2018年：毛台劇《我殺死了尊貴客戶》 飾演 肥龍
- 2019年：《專家Dickson 一個人的童話式婚禮》
- 2019年：舞台劇《大辭職日》
- 2021年：舞台劇《大MK日》

### MV
- 2012年：龍小菌 cover主唱《年少無知》家明永遠懷念版
- 2015年：顏福偉《今天不要打小孩》
- 2018年：東方昇特異功能救香港主題曲《愛是香港》
- 2023年：布志綸《光之道》

## 外部連結
- 王雍泰的Instagram帳戶
- 龍志權 （页面存档备份，存于）的facebook專頁
- 王力奇（页面存档备份，存于）的facebook專頁
- 王力奇的YouTube頻道
- 王雍泰的新浪微博